# Museo del Espacio de Hong Kong
El Museo del Espacio de Hong Kong (en chino tradicional, 香港太空館) es un museo de astronomía y ciencia espacial situado en Tsim Sha Tsui, Hong Kong, China. Es administrado por el Departamento de Ocio y Servicios Culturales del Gobierno de Hong Kong.

## Historia
La idea de un planetario fue propuesta originalmente en 1961 por el Consejo Urbano de Hong Kong. Diez años después, el Departamento de Servicios Urbanos (USD) estableció un grupo de trabajo para estudiar experiencias del extranjero en establecer planetarios. Este estudio tenía como objetivo sentar las bases para establecer el futuro Museo del Espacio de Hong Kong. El Gobierno de Hong Kong decidió construir el museo en Tsim Sha Tsui e invitó a Mr. Joseph Liu para servir como Asesor del Planetario. 
En 1974, se firmó un contrato con Carl Zeiss AG para comprar un planetario y otro equipamiento por un precio de HK$ 3 050 000. 
El Consejo Urbano comenzó la construcción del museo en 1977 y abrió el 8 de octubre de 1980.

## Instalaciones
El museo tiene dos alas: ala este y ala oeste. La ala este contiene el planetario, que tiene una estructura de cúpula con forma de huevo. Debajo de él están el Teatro del Espacio Stanley, el Salón de la Ciencia Espacial, talleres y oficinas. La ala oeste contiene el Salón de la Astronomía, el Salón de la Lectura y oficinas. 
La cúpula con forma de huevo del planetario cubre más de 8000 m², lo que la hace un punto de interés famoso de Hong Kong. Fue el primer planetario de la ciudad para la popularización de la astronomía y la ciencia espacial.
También hay una maqueta del morro y la cabina del Transbordador Espacial.

## Salas de exposiciones
El Museo del Espacio de Hong Kong tiene dos salas de exposiciones temáticas: el Salón de la Ciencia Espacial y el Salón de la Astronomía, en las plantas baja y primera respectivamente. Las exposiciones, principalmente interactivas, permite a los visitantes aprender mediante experiencias educativas y de entretenimiento